# Луций Тутилий Понтиан Гентиан
Лу́ций Тути́лий Понтиа́н Гентиа́н (лат. Lucius Tutilius Pontianus Gentianus; умер после 183 года) — древнеримский государственный деятель, благодаря императору Коммоду достигший вершины политической карьеры, став консулом-суффектом (183 год).

## Биография
Гентиан происходил из лузитанского города Эмерита Августа. В 183 году он занимал должность консула-суффекта, встав на место императора Коммода. Вероятно, Гентиан идентичен Тутилию, упомянутому в «Истории Августов», который был любовником матери Коммода, Фаустины Младшей. Когда император решил выдвинуть его в консулы, сенат в насмешку присвоил ему титул «Почтительный» (лат. Pius).